# Christopher Eccleston
Christopher Eccleston (Salford, Lancashire 1964. február 16. –) brit színész.
Legismertebb alakítása Kilencedik Doktor a Ki vagy, doki? című sorozatban. A hátrahagyottak című sorozatban is szerepelt.

## Fiatalkora
1964. február 16-án született egy munkásosztálybeli családban Salfordban, Elsie és Ronnie Eccleston fiaként. Két testvére van, Alan és Keith, akik nyolc évvel idősebbek nála. Vallásos neveltetéséről így nyilatkozott: "Apám családja katolikus volt. Anyukám nagyon anglikán volt - még mindig az -, de ez nekem nem jött be." A család egy kis sorházban élt a Blodwell Streeten, mielőtt Little Hultonba költöztek, amikor Eccleston hét hónapos volt. A Joseph Eastham High Schoolba járt.
19 éves korában olyan televíziós drámák inspirálták a színészkedésre, mint a Boys from the Blackstuff. Elvégezte a Salford Tech kétéves előadóművészi alapozó tanfolyamát, majd a Central School of Speech and Drama képzését folytatta.

## Pályafutása
Első filmszerepe Az igazság malmai című filmben volt. 1992-ben a Friday on my Mind című sorozatban szerepelt. 2002-ben szerepelt a Revengers Tragedy című filmben. 2005-ben a Ki vagy, doki? című sorozatban szerepelt. 2006-ban a Perfect Parents című filmben szerepelt. 2007-ben szerepelt a Hősök című sorozatban. 2009-ben a G. I. Joe: A kobra árnyéka című filmben szerepelt. 2010-ben szerepelt a Lennon Naked című filmben. 2012-ben a Dal Marionnak című filmben szerepelt. 2013-ban a Thor: Sötét világ című filmben szerepelt. 2015-ben a Fortitude című sorozatban szerepelt. 2016 és 2020 között a The A Word című sorozatban szerepelt. 2018-ban a Védelmező kezek című filmben szerepelt. 2021-ben a Close to Me című sorozatban szerepelt. 2022-ben a Dodger  című sorozatban szerepelt.

## Magánélete
2011 novemberében vette feleségül Mischkát. Első gyermekük, Albert 2012 februárjában született. Második gyermekük, Esme 2013-ban született. 2015 decemberében elváltak.

## Filmográfia

### Filmek
| Év   | Magyar cím                 | Eredeti cím                         | Szerep                  | Magyar hang          |
| ---- | -------------------------- | ----------------------------------- | ----------------------- | -------------------- |
| 1991 | Az igazság malmai          | Let Him Have It                     | Derek Bentley           |                      |
| 1992 |                            | Death and the Compass               | Alonso Zunz             |                      |
| 1993 |                            | Anchoress                           | pap                     |                      |
| 1994 | Sekély sírhant             | Shallow Grave                       | David Stephens          | Galambos Péter       |
| 1996 | Lidércfény                 | Jude                                | Jude Fawley             | Csík Csaba Krisztián |
| 1998 | Elizabeth                  | Elizabeth                           | Norfolk hercege         | Forgács Péter        |
| 1998 | Drágább a gyöngyöknél      | A Price Above Rubies                | Sender Horowitz         |                      |
| 1999 | Szívet szívért             | Heart                               | Gary Ellis              |                      |
| 1999 | eXistenZ – Az élet játék   | Existenz                            | szemináriumvezető       | Juhász György        |
| 1999 | Életem párja               | With or Without You                 | Vincent Boyd            |                      |
| 2000 | Tolvajtempó                | Gone in 60 Seconds.                 | Raymond Calitri         | Lippai László        |
| 2001 | Más világ                  | The Others                          | Charles Stewart         | Forgács Péter        |
| 2001 | Láthatatlan cirkusz        | The Invisible Circus                | Wolf                    | Welker Gábor         |
| 2001 | Trampli                    | Strumpet                            | Strayman                |                      |
| 2002 | Non-stop party arcok       | 24 Hour Party People                | Boethius                |                      |
| 2002 | Dina vagyok                | I Am Dina                           | Leo Zhukovsky           | László Zsolt         |
| 2002 | 28 nappal később           | 28 Days Later                       | Henry West              | Haás Vander Péter    |
| 2003 |                            | Revengers Tragedy                   | Vindici                 |                      |
| 2007 | Ébredő sötétség            | The Seeker                          | A Lovas                 | Forgács Péter        |
| 2008 |                            | New Orleans, Mon Amour              | Dr. Henry               |                      |
| 2009 | G. I. Joe: A kobra árnyéka | G.I. Joe: The Rise of Cobra         | James McCullen / Destro | Forgács Péter        |
| 2009 | Amelia – Kalandok szárnyán | Amelia                              | Fred Noonan             | Schnell Ádám         |
| 2012 | Dal Marionnak              | Song for Marion                     | James Harris            | Karácsonyi Zoltán    |
| 2013 | Thor: Sötét világ          | Thor: The Dark World                | Malekith                | Forgács Péter        |
| 2015 | Legenda                    | Legend                              | Leonard "Nipper" Read   | Rosta Sándor         |
| 2018 | Bérgyilkost fogadtam       | Dead In A Week (Or Your Money Back) | Harvey                  | Forgács Péter        |
| 2018 | Szerelem a gyűlölet idején | Where Hands Touch                   | Heinz                   | Fekete Zoltán        |

### Televíziós szerepek
| Év        | Magyar cím                  | Eredeti cím                        | Szerep                    | Megjegyzések                                                                        |
| --------- | --------------------------- | ---------------------------------- | ------------------------- | ----------------------------------------------------------------------------------- |
| 1990      |                             | Blood Rights                       | Dick                      | 1 epizód                                                                            |
| 1990      |                             | Casualty                           | Stephen Hills             | 1 epizód                                                                            |
| 1991      |                             | Inspector Morse                    | Terrence Mitchell         | 1 epizód                                                                            |
| 1991      | Hazardér                    | Chancer                            | Radio                     | 1 epizód                                                                            |
| 1991      |                             | Boon                               | Mark                      | 1 epizód                                                                            |
| 1992      |                             | Rachel's Dream                     | férfi az álomban          | tévéfilm                                                                            |
| 1992      | Agatha Christie: Poirot     | Poirot                             | Frank Carter              | 1 epizód magyar hangja Czvetkó Sándor (1. szinkron) Haás Vander Péter (2. szinkron) |
| 1992      |                             | Friday on my Mind                  | Sean Maddox               | 3 epizód                                                                            |
| 1992      |                             | Business with Friends              | Angel Morris              | tévéfilm                                                                            |
| 1993–1994 | Craker                      | Cracker                            | David Bilborough          | 10 epizód magyar hangja Lux Ádám                                                    |
| 1995      |                             | Hearts and Minds                   | Drew Mackenzie            | 5 epizód                                                                            |
| 1996      |                             | Our Friends in the North           | Nicky Hutchinson          | 9 epizód                                                                            |
| 1996      | Pokoli stadion              | Hillsborough                       | Trevor Hicks              | tévéfilm                                                                            |
| 2000      |                             | Wilderness Men                     | Alexander von Humboldt    | 3 epizód                                                                            |
| 2000      |                             | Clocking Off                       | Jim Calvert               | 2 epizód                                                                            |
| 2001      |                             | Othello                            | Ben Jago                  | tévéfilm                                                                            |
| 2001      |                             | Linda Green                        | Tom Sherry / Neil Sherry  | 1 epizód                                                                            |
| 2002      |                             | The League of Gentlemen            | Dougal Siepp              | 1 epizód                                                                            |
| 2002      | Hús és vér                  | Flesh and Blood                    | Joe Broughton             | tévéfilm                                                                            |
| 2002      |                             | The King and Us                    | Anthony                   | tévéfilm                                                                            |
| 2002      |                             | Sunday                             | Ford                      | tévéfilm                                                                            |
| 2003      |                             | The Second Coming                  | Stephen Baxter            | 2 epizód                                                                            |
| 2005      | Ki vagy, doki?              | Doctor Who                         | Kilencedik Doktor         | főszereplő magyar hangja Haás Vander Péter                                          |
| 2006      |                             | Perfect Parents                    | Stuart                    | tévéfilm                                                                            |
| 2007      | Hősök                       | Heroes                             | Claude Rains              | 5 epizód magyar hangja Schnell Ádám                                                 |
| 2008      | The Sarah Silverman Program | The Sarah Silverman Program        | Dr. Lazer Rage            | 1 epizód                                                                            |
| 2010      |                             | Lennon Naked                       | John Lennon               | tévéfilm                                                                            |
| 2010      |                             | Accused                            | Willy Houlihan            | 1 epizód                                                                            |
| 2011      |                             | The Shadow Line                    | Joseph Bede               | főszereplő                                                                          |
| 2011      | Arrietty – Elvitte a manó   | The Borrowers                      | Pod Clock (hang)          | tévéfilm                                                                            |
| 2012      |                             | Blackout                           | Daniel Demoys             | főszereplő                                                                          |
| 2013      |                             | Lucan                              | John Aspinall             | főszereplő                                                                          |
| 2014–2017 | A hátrahagyottak            | The Leftovers                      | Matt Jamison              | 23 epizód                                                                           |
| 2015      |                             | Fortitude                          | Stoddart                  | 3 epizód                                                                            |
| 2015      |                             | Safe House                         | Robert                    | 4 epizód                                                                            |
| 2016–2020 |                             | The A Word                         | Maurice Scott             | főszereplő                                                                          |
| 2016      |                             | The Life of Rock with Brian Pern   | Luke Dunmore              | 2 epizód                                                                            |
| 2017      |                             | Brian Pern: A Tribute              | Luke Dunmore              | tévéfilm                                                                            |
| 2018      |                             | Come Home                          | Greg                      | főszereplő                                                                          |
| 2018      | Lear király                 | King Lear                          | Oswald                    | tévéfilm                                                                            |
| 2018      |                             | Danger Mouse                       | J. Woolington Sham (hang) | 1 epizód                                                                            |
| 2020      |                             | 2019: A Year in the Life of a Year | önmaga                    | tévéfilm                                                                            |
| 2020      |                             | The Kemps: All True                | önmaga                    | tévéfilm                                                                            |
| 2021      |                             | Close to Me                        | Rob Harding               | főszereplő                                                                          |
| 2022      |                             | My Name is Leon                    | Mr. Devlin                | tévéfilm                                                                            |
| 2022      |                             | Dodger                             | Fagin                     | főszereplő                                                                          |